# Contratemps (pel·lícula)
Contratemps (títol original en castellà: Contratiempo) és una pel·lícula espanyola de suspens estrenada el 2016 i amb participació de TV3, Televisió de Catalunya. És el segon llargmetratge del director Oriol Paulo, després d'El cos. És protagonitzada per Mario Casas al costat de Bárbara Lennie, José Coronado i Ana Wagener. Va tenir una resposta crítica tèbia i va acabar amb una modesta taquilla nacional, però més tard va trobar la seva popularitat al mercat internacional de la Xina on va superar els 25 milions de dòlars en guanys de taquilla. La pel·lícula va ser un èxit comercial, ja que va recaptar 31 milions de dòlars a tot el món amb un pressupost de 4 milions d'euros. Ha estat doblada al català.

## Repartiment
- Mario Casas - Adrián Doria
- Bárbara Lennie - Laura Vidal
- Iñigo Gastesi - Daniel Garrido Ávila
- Francesc Orella - Félix Leiva
- Blanca Martínez - Virginia Goodman
- José Coronado - Tomás Garrido
- Ana Wagener - Elvira Garrido
- Manel Dueso - Inspector Milán
- San Yélamos - Sonia
- David Selvas - Bruno
- Ruth Llopis - Eva
- Paco Tous - Conductor

## Rodatge
La pel·lícula es va rodar en 2015, a Terrassa, i a diverses localitzacions de Barcelona i Biscaia i va concloure al desembre a la Vall de Núria.

## Recepció

### Crítica
Les crítiques es van dividir en el moment de l'estrena: Filmaffinity inventaria 5 crítiques positives, 5 negatives i 5 neutres. Alguns crítics critiquen les inversemblances i els excessius girs argumentals, mentre que uns altres veuen en el mestratge del guió la seva principal qualitat, servida per l'elegància i l'ambient asfixiant de la direcció.

### Comercial
Amb mig milió d'espectadors (555.476 espectadors), la cinta es va convertir en una de les més reeixides del primer semestre del cinema espanyol, situant-se en el Top 5 de les més vistes, va recaptar 3,9 milions de dòlars a Espanya. El 67% de nou ressenyes són positives en el agregador de ressenyes Rotten Tomatoes, i la qualificació mitjana és 6.56/10..